# Julian Werner Hill
Julian Werner Hill (* 4. September 1904 in St. Louis (Missouri); † 28. Januar 1996 in Hockessin, Delaware) war ein US-amerikanischer Chemiker, der an der Entwicklung von Nylon beteiligt war.
Hill wuchs in Warrenton (Missouri) auf und studierte an der Washington University in St. Louis mit dem Bachelor-Abschluss als Chemieingenieur 1924 und wurde 1928 am Massachusetts Institute of Technology in organischer Chemie promoviert. Danach war er bei DuPont in den Experimental Station Laboratories in der Gruppe von Wallace H. Carothers. Er entwickelte eine kalte Ziehmethode für die Polyester-Faserproduktion, die von Carothers und Hill 1934 für die Entwicklung von Nylon (Polyamid) als Kunstfaser benutzt wurde. 
Er wurde Assistenzdirektor der Abteilung Chemie in der Forschung von DuPont und war 1932 bis 1951 in deren Leitungskomitee. Danach arbeitete er bei DuPont in der Förderung akademischer Programme. 1964 ging er in den Ruhestand.
1931 heiratete er Mary Louisa „Polly“ Butcher, mit der er zwei Söhne und eine Tochter hatte. Er war ein passionierter Vogelbeobachter und spielte Geige. Als er Anfang seiner 1940er Jahre war erkrankte er an Polio, was ein Bein schwächte. Danach musste er seine Hobbys Squash und Eiskunstlauf aufgeben. Die Nebeneffekte der Kunststoffe sah er kritisch und sah sogar 1988 in einem Interview eine Gefahr für das Überleben der Menschheit.